# Leuciscus dzungaricus
Leuciscus dzungaricus är en fiskart som beskrevs av Paepke och Koch, 1998. Leuciscus dzungaricus ingår i släktet Leuciscus och familjen karpfiskar. Inga underarter finns listade i Catalogue of Life.